# كريستيان آي
كريستيان آي (بالألمانية: Christian I. von Buch)‏ (و. 1130 – 1183 م) هو دبلوماسي، وكاهن كاثوليكي ألماني، توفي عن عمر يناهز 53 عاماً.

## مناصب
تولى منصب مطران كاثوليكي ‏ (منذ 5 مايو 1167)
- Roman Catholic Archbishop of Mainz  [لغات أخرى]‏ (1160–1161)

.